# 晉榮
晉榮（1846年—20世纪?），字景侯，号錫三，楊氏，内务府正黃旗漢軍奎昌佐領下人，光緒九年癸未科進士，曾任甘肅鞏昌府伏羌縣知縣。
光緒九年（1883年）癸未科，中式進士。同年五月，著交吏部掣签分发各省，以知县即用。光緒二十九年（1903年），復任伏羌縣知縣。